# Lembak (plaats)
Lembak is een bestuurslaag in het regentschap Muara Enim van de provincie Zuid-Sumatra, Indonesië. Lembak telt 4689 inwoners (volkstelling 2010).